# Bharatpur (India)
Bharatpur è una città dell'India di 204.456 abitanti, capoluogo del distretto di Bharatpur e della divisione di Bharatpur, nello stato federato del Rajasthan. In base al numero di abitanti la città rientra nella classe I (da 100.000 persone in su).

## Geografia fisica
La città è situata a 27° 13' 0 N e 77° 28' 60 E e ha un'altitudine di 182 m s.l.m..

## Società

### Evoluzione demografica
Al censimento del 2001 la popolazione di Bharatpur assommava a 204.456 persone, delle quali 109.809 maschi e 94.647 femmine. I bambini di età inferiore o uguale ai sei anni assommavano a 31.468, dei quali 16.860 maschi e 14.608 femmine. Infine, coloro che erano in grado di saper almeno leggere e scrivere erano 134.689, dei quali 81.894 maschi e 52.795 femmine.